# Sint Maartens damlandslag i volleyboll
Sint Maartens damlandslag i volleyboll representerar Sint Maarten i volleyboll på damsidan. Laget har kvalspelat till VM, men utan att lyckas kvalificera sig för turneringen. Det har som bäst kommit fyra i ECVA-mästerskapet.

### Fotnoter
1. ↑  ”St. Kitts. Women 2014 World Championship Qualification” (på engelska). North, Central America and Caribbean Volleyball Confederation. https://norceca.net/2012%20Events/2014/Saint%20K.%20World%20Championship%20Qualifier/St.%20Kitts.%20Women%202014%20World%20Championship%20Qualification.htm. Läst 10 april 2024.
2. ↑  ”ECVA Women's World Championships Qualifiers Group A Preliminary Round” (på engelska). https://norceca.net/2016%20Events/2018%20FIVB%20WC/Tournaments/ECVA/Women/WWCQT-Group-A-SXM/P-2-3/SXM-AGU%20MATCH%201%20P2.pdf. Läst 10 april 2024.
3. ↑  ”Bulletin” (på engelska). North, Central America and Caribbean Volleyball Confederation. https://norceca.info/wp-content/uploads/2022/10/22ECVA-W-Bulletin-6.pdf. Läst 9 november 2024.
4. ↑  ”2024 ECVA Womens Championship – Eastern Caribbean Volleyball Association (ECVA)” (på engelska). ECVA. https://ecvolleyball.com/tournament/2024-ecva-womens-championship/. Läst 9 november 2024.
5. ↑  Senaste tillfället då någon kontrollerade att de inmatade tabelluppgifterna stämmer. Uppgifter kan ha matats in senare utan att kontrolleras av någon annan